# Qualificazioni ai Giochi della XXII Olimpiade (CAF)
Di seguito sono elencati gli incontri con relativo risultato della zona africana (CAF) per le qualificazioni a Mosca 1980.

## Formula
La formula prevedeva tre turni eliminatori.
Al primo turno eliminatorio partecipavano 18 squadre che vennero divise in 9 spareggi A/R.
Al secondo turno eliminatorio partecipavano 10 squadre che vennero divise in 5 spareggi A/R (partecipavano 8 delle 9 squadre che avevano passato il primo turno a cui si aggiungevano Ghana e Zambia, di diritto qualificate al secondo turno; la Libia superò il primo turno ma non partecipò al secondo turno perché venne qualificata direttamente al terzo turno).
Al terzo turno eliminatorio partecipavano 6 squadre che vennero in 3 spareggi A/R (partecipavano le 5 squadre che avevano passato il secondo turno a cui si aggiungeva la Libia, che come detto, venne qualificata direttamente al terzo turno dopo che superò il primo turno).
In caso di pareggio, erano previsti i rigori; questo era valido sia per il primo turno, sia per il secondo turno, sia per il terzo turno.
Le tre squadre che vinsero al terzo turno si qualificarono alle Olimpiadi.

## Risultati

### Primo turno eliminatorio
Costa d'Avorio, Guinea, Sudan e Tanzania si ritirarono prima di giocare i loro rispettivi incontri.
|  | Algeria | 1 – 0 | Mali |  |

|                                              | Mali                 | 1 – 0 | Algeria |  |
| \| \| \| \| \| \| Tiri di rigore 2 – 4 \| \| |                      |       |         |  |
|                                              |                      |       |         |  |
|                                              | Tiri di rigore 2 – 4 |       |         |  |

|  | Egitto | – | Tanzania |  |

|  | Tanzania | – | Egitto |  |

|  | Kenya | – | Sudan |  |

|  | Sudan | – | Kenya |  |

|  | Lesotho | 4 – 1 | Mauritius |  |

|  | Mauritius | 2 – 3 | Lesotho |  |

|  | Liberia | – | Costa d'Avorio |  |

|  | Costa d'Avorio | – | Liberia |  |

|  | Madagascar | 2 – 1 | Etiopia |  |

|  | Etiopia | 1 – 1 | Madagascar |  |

|  | Marocco | 1 – 0 | Senegal |  |

|                                              | Senegal              | 1 – 0 | Marocco |  |
| \| \| \| \| \| \| Tiri di rigore 5 – 6 \| \| |                      |       |         |  |
|                                              |                      |       |         |  |
|                                              | Tiri di rigore 5 – 6 |       |         |  |

|  | Sierra Leone | – | Guinea |  |

|  | Guinea | – | Sierra Leone |  |

|  | Tunisia | 1 – 0 | Libia |  |

|  | Libia | 3 – 0 | Tunisia |  |

Passano il turno Algeria (1-1, 4-2 ai rigori), Egitto (ritiro della Tanzania), Kenya (ritiro del Sudan), Lesotho (7-3), Liberia (ritiro della Costa d'Avorio), Libia (3-1, qualificata direttamente al terzo turno senza dover disputare nessun incontro del secondo turno), Madagascar (3-2), Marocco (1-1, 6-5 ai rigori) e Sierra Leone (ritiro della Guinea).

### Secondo turno eliminatorio
La Sierra Leone si ritirò prima di giocare i suoi rispettivi incontri.
|  | Algeria | 5 – 1 | Marocco |  |

|  | Marocco | 0 – 3 | Algeria |  |

|  | Ghana | 4 – 1 | Kenya |  |

|  | Kenya | 0 – 1 | Ghana |  |

|  | Lesotho | 0 – 0 | Zambia |  |

|  | Zambia | 5 – 0 | Lesotho |  |

|  | Liberia | – | Sierra Leone |  |

|  | Sierra Leone | – | Liberia |  |

|  | Madagascar | 1 – 1 | Egitto |  |

|                                              | Egitto               | 1 – 1 | Madagascar |  |
| \| \| \| \| \| \| Tiri di rigore 4 – 3 \| \| |                      |       |            |  |
|                                              |                      |       |            |  |
|                                              | Tiri di rigore 4 – 3 |       |            |  |

Passano il turno Algeria (8-1), Egitto (2-2, 4-3 ai rigori), Ghana (5-1), Liberia (ritiro della Sierra Leone) e Zambia (5-0).

### Terzo turno eliminatorio
La Libia si ritirò prima di giocare i suoi rispettivi incontri.
|  | Algeria | – | Libia |  |

|  | Libia | – | Algeria |  |

|  | Egitto | 4 – 1 | Zambia |  |

|  | Zambia | 1 – 1 | Egitto |  |

|  | Liberia | 0 – 2 | Ghana |  |

|  | Ghana | 2 – 2 | Liberia |  |

Si qualificano alle Olimpiadi Algeria (ritiro della Libia), Egitto (5-2) e Ghana (4-2).